# Леннокс, Луиза
Леди Луиза Августа Леннокс (в замужестве Конолли; англ. Lady Louisa Augusta Lennox, 5 декабря 1743, Англия — август 1821) — третья из сестёр Леннокс, дочерей Чарльза Леннокса, 2-го герцога Ричмонда (1701—1750), и леди Сары Кадоган (1705—1751). Из всех четырёх сестёр леди Луиза вела самую тихую и благодетельную жизнь.

## Биография
Луиза Леннокс была внучкой 1-го герцога Ричмонда (1672—1723), незаконного сына короля Карла II Стюарта (1630—1685) и его фаворитки Луизы де Керуаль (1649—1734).
Луиза была ещё ребёнком, когда её родители умерли с разницей в один год, в 1750 и 1751 годах. После этого она воспитывалась в Килдэре в доме своей гораздо более старшей сестры Эмили Фицджеральд, герцогини Лейнстер. В 1758 году 15-летняя Луиза вышла замуж за Томаса Конолли (1738—1803), внучатого племянника Уильяма Конолли, спикера ирландской палаты общин. Её муж, богатый землевладелец и умелый наездник, также был успешным политиком, и был избран в парламент в 1759 году. Супруги жили в палладианском Каслтаун-хаусе в графстве Килдэр, который леди Луиза украшала в 1760-х и 1770-х годах. Летней резиденцией супругов Конолли служил Клифф-хаус на берегу реки Эрн; особняк был снесён в середине XX века.
У леди Луизы с мужем не было своих детей, и они посвятили себя заботе о детях из неблагополучных семей, вкладывая деньги и усилия в развитие инициатив, которые позволили бы подкидышам и бродягам получить профессию и обеспечивать себя. Они создали одну из первых промышленных школ, где мальчики обучались ремёслам, и леди Луиза лично проявляла интерес к наставничеству студентов. В среднем возрасте она фактически удочерила свою племянницу Эмили Напьер (1783—1863), дочь леди Сары Леннокс. Эмили проводила долгие месяцы со своей тёткой в Килдэре, пока не вышла замуж за сэра Генри Банбери, 7-го баронета, и переехала в Суффолк. Они оставались близки до самой смерти леди Луизы.
Томас Конолли умер в 1803 году. После его смерти бо́льшая часть его владений, включая замок Уэнтворт, перешла к дальнему родственнику Фредерику Вернону. Леди Луиза получила Каслтаун-хаус, а также некоторые ликвидные инвестиции и ценную городскую недвижимость, что позволило ей жить в комфорте и продолжать свою деятельность. Леди Луиза скончалась в 1821 году, завещав состояние своему внучатому племяннику Эдварду Майклу Конолли (1786—1849), внуку сестры Томаса. Он позже стал членом парламента от Донегола.

## В кинематографе
В 1999 году на BBC One вышел мини-сериал «Аристократы» про судьбу леди Луизы и её сестёр. Роль Луизы исполнила британская актриса Энн-Мари Дафф.